# 聖伊內斯 (帕拉伊巴州)
聖伊內斯（葡萄牙語：Santa Inês）是巴西的城鎮，位於該國東北部，由帕拉伊巴州負責管轄，始建於1994年4月29日，面積324.4平方公里，2010年人口3,539，人口密度每平方公里10.91人。